# Màgia a la llum de la lluna
Màgia a la llum de la lluna (títol original en anglès, Magic in the Moonlight) és una comèdia romàntica escrita i dirigida per Woody Allen. La pel·lícula és protagonitzada per Colin Firth, Emma Stone, Marcia Gay Harden i Jacki Weaver, i està ambientada a la Riviera Francesa durant els anys 20. Per tant, és la seva segona cinta rodada íntegrament a França, encara que amb L'última nit de Borís Gruixenko i Tothom diu "I love you" hi va filmar algunes escenes.
La pel·lícula es va estrenar el 25 de juliol de 2014 i, doblada al català, a les cartelleres catalanes el 5 de desembre i a la televisió pública el 18 de novembre de 2016 a través del canal de TV3.

## Argument
El 1928, Stanley Crawford (Colin Firth), mag i il·lusionista britànic, és mundialment conegut com el millor mag del món sota el nom xinès de Wei Ling Soo. Racionalista i materialista, es dedica a desemmascarar les mèdiums, espiritistes i altres xarlatanes que ell considera autèntiques farsants. Malgrat tot, ell també és un esnob pretensiós, imbuït d'ell mateix, misàntrop, càustic i tan encantador com el tifus, segons diu Howard Burkan, un mag com ell i amic de la infantesa. La nit del seu darrer espectacle a Berlín, aquest vell amic que fa molt de temps que no ha vist, apareix per demanar-li que l'acompanyi a la Costa Blava (La Riviera Francesa) per desemmascarar una mèdium que està enganyant els Catledge, una família britànica de la qual ella n'ha seduït l'hereu. Amb l'excusa de visitar la seva tieta Vanessa a la Provença, Crawford s'hi avé i es proposa descobrir l'endevina. Stanley però, queda impressionat i desestabilitzat per la clarividència de Sophie Baker (Emma Stone), que a més de ser intel·ligent és bonica. Els encerts de la noia el convencen del seu do, fins al punt que acaba reconeixent davant la premsa internacional la descoberta d'una mèdium i la realitat del més enllà. Però, quan la seva tieta té un accident i es posa a pregar per la seva millora... s'adona que ha perdut la racionalitat que el caracteritzava. Decidit a descobrir la veritat, torna a la vil·la on s'allotja la Sophie i s'adona que el mestre de l'engany no era la noia, sinó el seu vell amic. La Sophie doncs, és evident que és una farsant i el seu amic Burkan un mag mogut per la gelosia.
Malgrat tot, durant la seva estada al sud de França, Stanley ha descobert una farsant, però també l'amor. La seva tieta Vanessa li fa veure que s'ha enamorat de la noia, del seu somriure i de la seva alegria. Malauradament, ella rep la proposta de matrimoni del fill dels Catledge que, amb els seus milions i el seu ukulele, li assegura un futur benestant i tranquil. Ella doncs, rebutja en un primer moment la possibilitat de casar-se amb l'Stanley. Però, l'amor irracional és més fort i, al final, no pot evitar acceptar.

## Repartiment
- Colin Firth: Stanley Crawford[3]
- Emma Stone: Sophie Baker[4]
- Hamish Linklater: Brice[5]
- Marcia Gay Harden: Sra. Baker[6]
- Jacki Weaver: Grace[6]
- Erica Leerhsen: Caroline
- Eileen Atkins: Tia Vanessa[5]
- Simon McBurney: Howard Burkan
- Lionel Abelanski: Doctor

## Producció
L'abril de 2013, Emma Stone i Colin Firth van unir-se a la pel·lícula. El mes de juliol del mateix any se li van afegir Jacki Weaver, Marcia Gay Harden i Hamish Linklater. Woody Allen va començar a rodar al sud de França aquell estiu.